# Synaphobranchus calvus
Synaphobranchus calvus är en fiskart som beskrevs av Marcelo Melo 2007. Synaphobranchus calvus ingår i släktet Synaphobranchus och familjen Synaphobranchidae. Inga underarter finns listade i Catalogue of Life.